# Fiodor Bondarczuk
Fiodor Siergiejewicz Bondarczuk (ros. Фёдор Сергеевич Бондарчук, ur. 9 maja 1964 w Moskwie) – rosyjski aktor, reżyser filmowy i telewizyjny, scenarzysta, osobowość telewizyjna.

## Życiorys
Pochodzi z rodziny o tradycjach aktorskich i reżyserskich; jego matka Irina Skobcewa była aktorką, a ojciec Siergiej Bondarczuk – reżyserem i aktorem.
Prowadził programy na kanale STS: Kino w detalach, Fotel, Ty, supermodel. Jako reżyser filmowy zadebiutował filmem 9 kompania (2005).

## Kariera filmowa

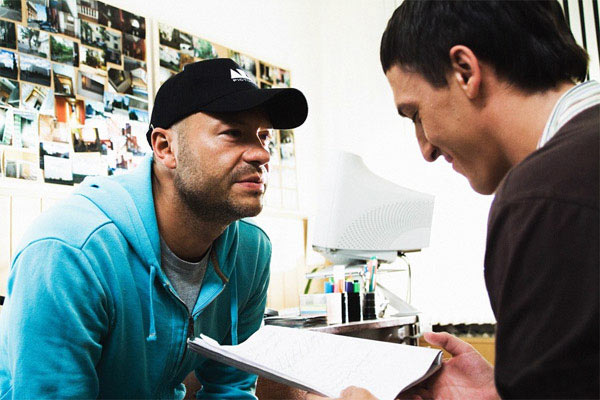
Bondarczuk i Artur Smoljaninow na planie filmu Upał

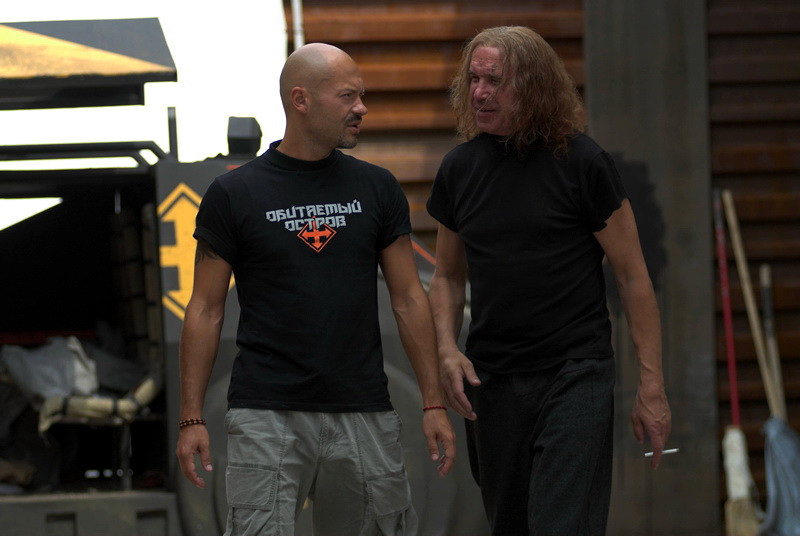
Bondarczuk i Siergiej Garmasz na planie filmu Przenicowany świat

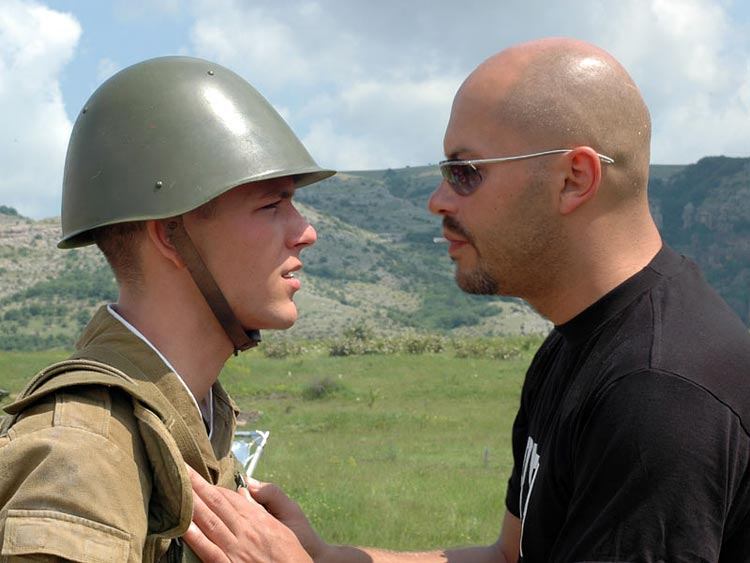
Bondarczuk i Konstantin Krukow na planie filmu 9 kompania

### Jako aktor
- 1986: Borys Godunow (jako carewicz Fiodor, Борис Годунов)
- 1989: Stalingrad (Сталинград)
- 1992: Sędzia (Арбитр)
- 1992: Biesy (jako Mikołaj Stawrogin Бесы)
- 1993: Anioły śmierci (Ангелы смерти)
- 1993: Strzelające anioły (Стреляющие ангелы)
- 1997: Kryzys wieku średniego (Кризис среднего возраста)
- 1999: Osiem i pół dolara (8 1/2 долларов)
- 2000: Witryna (Витрина)
- 2000: Formuła szczęścia (Формула счастья)
- 2001: Down House (jako książę Myszkin Даун Хаус)
- 2001: Męska robota (Мужская работа)
- 2002: Ciągle w ruchu (В движении)
- 2002: Film o filmie (Кино про кино)
- 2005: 9 kompania (jako Chochoł, 9 рота)
- 2005: Upadek Imperium (Гибель Империи)
- 2005: Nie martw się Mamo 2 (Мама не горюй 2)
- 2005: Od 180 i wyżej (От 180 и выше)
- 2005: Radca stanu (jako Piotr Iwanowicz Burczinskij, Статский советник)
- 2005: Dacza na sprzedaż (Продается дача)
- 2005: Dziewięć miesięcy (9 месяцев)
- 2006: Upał (Жара)
- 2006: Trzy pół-gracje (Три полуграции)
- 2007: 1814 (osiemnaście – czternaście/Восемнадцать – четырнадцать)
- 2007: Artystka (Артистка)
- 2007: Błysk (Глянец)
- 2007: Kilometr zerowy (Нулевой километр)
- 2007: Siedem kabinek (Семь кабинок)
- 2007: Zostaję (Я остаюсь)
- 2008: Admirał (Адмиралъ)
- 2008: Dom słońca (Дом солнца)
- 2009: Dzikie szczęście (Дикое счастье)
- 2009: Przenicowany świat (Обитаемый остров)
- 2009: Najlepszy film 2 (Самый лучший фильм 2)
- 2010: PiraMMMida (ПираМММида)
- 2010: Pseudonim dla bohatera (Псевдоним для героя)
- 2010: O miłości (Про любоff)
- 2011: Szpieg (Шпион)
- 2011: Weselne z zamianą (Свадьба по обмену)

### Jako reżyser
- 2005: 9 kompania (9 рота)
- 2006: Cichy Don, rozpoczęty przez jego ojca, Siergieja Bondarczuka w 1992 (Тихий Дон)
- 2008: Przenicowany świat (Обитаемый остров)
- 2013: Stalingrad (Сталинград)
- 2017: Przyciąganie (Притяжение)
- 2020: Przyciąganie 2 (Вторжение)

## Odznaczenia
- Order Aleksandra Newskiego (2018)[1]